# Tom Penny
Tom Penny (* 13. April 1977 in Dorchester, Oxfordshire) ist ein britischer Skateboarder.

## Leben
Tom Penny startete seine Karriere als professioneller Skater in Großbritannien. Sein erster Sponsor war Sean Goff, Inhaber des SS20-Skateshops in Oxford. Kurz darauf wurde er Mitglied des Death Box Skateteams, aus dem später die Firma Flip Skateboards entstand, mit Ian Deacon und Jeremy Fox, sowie als Skateboard-Profis Penny, Rune Glifberg, Geoff Rowley und Andy Scott im Team. Tom Penny wurde durch seine Teilnahme an zahlreichen Skateboard-Wettkämpfen, sogenannten Contests bekannt und trat 1993 erstmals in einem Video des 411 Video Magazine in Erscheinung.
Im Jahr 1994 verlegte sich Flip Skateboards nach Huntington Beach in Kalifornien und auch Penny zog in die Vereinigten Staaten, wo er Mitbewohner von Chad Muska wurde. Mitte bis Ende der 1990er Jahre begann seine Contest-Siegesserie. Penny besiegte zahlreiche prominente US-Skater bei Wettbewerben, darunter Eric Koston, Andrew Reynolds, Ray Barbee, Bob Burnquist und Jamie Thomas. Halfpipe-Legende Tony Hawk soll seinen Konkurrenten bei einem Contest gesagt haben; «Wenn Tom Penny je anfängt, Vollzeit Halfpipe zu skaten, dann können wir alle einpacken.»
Penny lebte einige Jahre in Spanien und Frankreich sowie in Buenos Aires, wo er seine Partnerin kennenlernte. Er wird derzeit neben Flip Skateboards auch von Supra Footwear gesponsert. Seit 16. Juni 2021 wird Tom Penny wieder von és footwear gesponsert.
Andrew Reynolds betitelte Penny als König der Frontside Flips.

## Belege
1. ↑  The Church of Tom Penny
2. 1 2  The Tom Penny Overture by Supra
3. ↑  Monster Skateboard Magazine #272, s.73

| Personendaten    | Personendaten                         |
| ---------------- | ------------------------------------- |
| NAME             | Penny, Tom                            |
| KURZBESCHREIBUNG | britischer Skateboarder               |
| GEBURTSDATUM     | 13. April 1977                        |
| GEBURTSORT       | Dorchester (Oxfordshire), Oxfordshire |